# 卵黄抗体
免疫球蛋白Y（英語：immunoglobulin Y，缩写为IgY），又称卵黄抗体，是一种免疫球蛋白，是鸟类、 爬行动物和肺鱼等动物的血液中的主要抗体。
IgY也存在于中华鳖体内。